# Lithocarpus rhabdostachyus
Lithocarpus rhabdostachyus (Hickel & A.Camus) A.Camus – gatunek roślin z rodziny bukowatych (Fagaceae Dumort.). Występuje naturalnie w Laosie, środkowej i północnej części Wietnamu oraz Chinach (w zachodniej części Kuangsi i południowo-zachodnim Junnanie). 

## Morfologia
PokrójZimozielone drzewo dorastające do 8–15 m wysokości.
LiścieBlaszka liściowa jest nieco skórzasta i ma kształt od odwrotnie jajowatego do odwrotnie jajowato eliptycznego. Mierzy 16–30 cm długości oraz 5–12 cm szerokości, jest całobrzega, ma klinową nasadę i ostry wierzchołek. Ogonek liściowy jest owłosiony i ma 10–20 mm długości.
OwoceOrzechy o kulistym kształcie, dorastają do 22–27 mm średnicy. Osadzone są pojedynczo w miseczkach o kulistym kształcie, które mierzą 15–20 mm długości i 25–30 mm średnicy. Orzechy otulone są w miseczkach do 75–100% ich długości.

## Biologia i ekologia
Rośnie w wiecznie zielonych lasach. Występuje na wysokości od 900 do 2200 m n.p.m. Kwitnie od września do października, natomiast owoce dojrzewają od października do grudnia.